# Teremelon
Teremelon is een geslacht van uitgestorven weekdieren uit de familie van de Volutidae.

## Soorten
- Teremelon cognata (Finlay, 1926) †
- Teremelon elegantissima (Suter, 1917) †
- Teremelon onoua Stilwell, 2016 †
- Teremelon pretiosa (Finlay, 1926) †
- Teremelon striata (Laws, 1935) †
- Teremelon tumidior (Finlay, 1926) †
- Teremelon waitakiensis (Marwick, 1926) †

### Synoniemen
- Teremelon knoxi Dell, 1956 => Alcithoe wilsonae (Powell, 1933)